# Метагеномика
|  | Овај чланак је део дисеминационих активности уз подршку Фонда за науку Републике Србије, Програм ДИЈАСПОРА, #6464843, MeMEAS у сарадњи са Хемијским факултету Универзитета у Београду. Садржина ових текстова не изражава ставове Фонда за науку Републике Србије. Датум уноса: октобар—децембар 2023. Википедијанци: Ова група ученика ће писати чланке на подстраницама, где ће остати до краја периода уноса и оцењивања. Позовамо вас да помогнете ученицима и дате им смернице током израде. |

Метагеномика је проучавање генетичког материјала добијеног директно из узорака изолованих из животне средине или клиничких узорака методом која се зове секвенцирање. Ово широко научно поље се такође може назвати геномиком животне средине, екогеномиком, геномиком микробних заједница или микробиомиком.
Док се традиционална микробиологија, секвенцирање микробних генома и геномика ослањају на изоловане и пропагиране културе микроорганизама, рано секвенцирање гена из узорака изолованих из животне средине довело је до клонирања специфичних гена (најчешће гена који кодира 16S rRNA) како би се добила разноврсност у природном узорку. Такви радови открили су да је већина микробног биодиверзитета била изостављена уколико се користе методе које се заснивају на култивацији култура микроорганизама.
Због могућности да открије претходно скривену разносврсност микроскопског живота, метагеномика пружа моћан начин разумевања микробног света, што може револуционизовати разумевање биологије. Како цена секвенцирања DNA наставља да пада, метагеномика сада омогућава да се микробна екологија истражује много детаљније и на много већој скали него раније. Скорашња истраживања користе или такозвано shotgun, или PCR-дириговано секвенцирање, како би се добили непристрасни резултати свих гена у узоркованим микробним заједницама.

## Порекло термина
Термин „метагеномика” први пут је коришћен од стране Џо Ханделсман, Роберта М. Гудмена, Мишел Р. Рондон, Џона Клардија и Шона Ф. Бредија, и први пут се појавио у публикацији 1998. године. Термин „метагеном” односио се на идеју да скуп генa секвенцираних из животне средине може бити анализиран на начин аналоган изучавању једног генома. Године 2005. Кевин Чен и Лиор Пахтер (истраживачи на Универзитету Калифорније, Беркли) дефинисали су метагеномику као „примену модерних техника геномике без потребе за изоловањем и лабораторијским гајењем појединачних врста”.

## Секвенцирање
Изоловање DNA фрагмената дужих од неколико хиљада базних парова из узорака из околине било је врло заметно све до скорих напредака у техникама молекуларне биологије које су омогућиле израду библиотека у вештачким бактеријским хромозомима (енгл. BACs), који су представљали боље векторе за молекулско клонирање.

### Shotgun метагеномика
Напредак у биоинформатици, побољшање метода за умножавање DNA и унапређење рачунарске моћи значајно су помогли анализи DNA секвенци које су добијене из узорака животне средине, омогућавајући примену shotgun секвенцирања на метагеномске узорке (познате и као цели метагеномски shotgun или WMGS (енгл. whole metagenome shotgun) секвенцирање). Ова метода, која се користи за секвенцирање многих микроорганизама гајених у култури и људског генома, насумично раскида DNA, дајући велики број кратких секвенци, и реконструише их у консензусну секвенцу. Shotgun секвенцирање открива гене присутне у узорцима из животне средине. Раније су библиотеке клонова коришћене како би се олакшало ово секвенцирање. Међутим, с напредовањем високо ефикасних технологија секвенцирања, корак клонирања више није неопходан и може се добити више података секвенцирања без овог лабораторијског корака. Shotgun метагеномика обезбеђује информације и о томе који организми су присутни и који су метаболички процеси могући у микробним заједницама. Пошто је колекција узорака DNA изолованих из животне средине у великој мери добијена под неконтролисаним условима, најзаступљенији организми у узорцима изолованим из животне средине највише су представљени у добијеним подацима након секвенцирања. Да би се постигло високо покриће секвенци потребно за потпуно решавање генома ниско заступљених чланова заједнице, потребне су велике количине узорака, које су често технички неизводљиве. С друге стране, случајна природа shotgun секвенцирања обезбеђује да ће многи од ових организама, који би иначе прошли незапажени користећи традиционалне технике култивације, бити представљени барем неким малим сегментима секвенци.

### Високо ефикасно секвенцирање
Предност високо ефикасног секвенцирања је што ова техника не захтева клонирање DNA пре секвенцирања, уклањајући једну од главних предрасуда и уских грла у анализи узорака из животне средине. Прве метагеномске студије спроведене коришћењем високо ефикасног секвенцирања користиле су масовно паралелно 454-пиросеквенцирање. Три технологије које се обично примењују за узорке изоловане из животне средине су Ion Torrent Personal Genome Machine, Illumina MiSeq или HiSeq и  Applied Biosystems SOLiD систем. Ове технике секвенцирања DNA стварају краће фрагменте од Сенгеровог секвенцирања;  Ion Torrent PGM систем и 454 пиросеквенцирање обично очитавају фрагменте од око 400 базних парова, Illumina MiSeq очитава фрагменте од око 400-700 базних парова (у зависности од тога да ли се користи секвенцирање са оба краја), док SOLiD очитава фрагменте дужине 25-75 базних парова. Историјски гледано, ове дужине читања су биле знатно краће од типичне дужине читања Сенгеровог секвенцирања од око 750 базних парова, међутим Illumina технологија се брзо приближава овим вредностима. Ово ограничење је надокнађено много већим бројем појединачних читања секвенци. Већ 2009. године метагеноми добијени пиросеквенцирањем су имали 200–500 мегабаза, а Illumina платформе су генерисале око 20–50 гигабаза, али су се ове вредности повећале за ред величине последњих година.

## Биоинформатика
Подаци добијени метагеномским експериментима су и огромни и имају велику количину „шума” (енгл. noise) и садрже фрагментисане податке који представљају чак 10.000 врста.  Секвенцирање метагенома крављег бурага дало је 279 гигабаза, или 279 милијарди базних парова , док је каталог гена микробиома људског црева идентификовао 3,3 милиона гена састављених од 567,7 гигабаза података о секвенци. Прикупљање, чување и класификовање корисних биолошких информација из скупова података ове величине представљају значајне изазове истраживачима за рачунарску обраду.

## Примене метагеномике
Метагеномика има потенцијал да унапреди знање у широком спектру области. Такође се може применити за решавање практичних изазова у медицини, инжењерингу, пољопривреди, одрживости и екологији.

### Пољопривреда
Земљишта у којима расту биљке насељени су микробним заједницама, при чему један грам земљишта садржи око 1-10 милијарди микробних ћелија које дају око једне гигабазе секвенци. Микробне заједнице које насељавају земљиште су једне од најсложенијих познатих науци, али су и даље недовољно истражене, упркос свом економском значају.  Конзорцијуми микроорганизама имају велики значај у екосистемима јер обезбеђују нутријенте неопходне за раст биљака (укључујући фиксацију атмосферског азота), обнављају хранљиве супстанце, сузбијају болести и омогућавају секвестрацију гвожђа и других метала. Стратeгије функционалне метагеномике се користе за истраживање интеракција између биљака и микроба јер се микробне заједнице изучавају без гајења. Метагеномски приступ изучавању микроорганизама који живе у земљишту олакшава откривање болести у ратарству и сточарству. Такође, унапређује пољопривредне праксе искоришћавањем везе између микроба и биљака.

### Биогориво
Биогорива су горива произведена из прераде биомасе, као што је прерада целулозе која се налази у стабљикама кукуруза и другим облицима биомасе у целулозни етанол. Овај процес зависи од микробних конзорцијума (удружења) који трансформишу целулозу у шећере, а затим и од ферментације шећера у етанол. Микроби такође производе различите изворе енергије укључујући метан и водоник.

### Биотехнологија
Микробне заједнице производе широк спектар биолошки активних хемикалија које микроорганизми користе за комуникацију или компетитивну предност. Многи од лекова који се данас користе су изворно изоловани из микроорганизама; скори напредак у истраживању богатих генетичких ресурса некултивисаних микроба довео је до открића нових гена, ензима и природних производа. Примена метагеномике омогућила је развој и основних и финих хемикалија, агрохемикалија и фармацеутских производа где се корист примене ензимски катализоване хиралне синтезе све више препознаје.